# Do They Know It's Christmas?
"Do They Know It's Christmas?" ("Họ có biết là Giáng Sinh đến rồi không?") là một bài hát được viết bởi Bob Geldof và Midge Ure vào năm 1984 để gây quỹ cứu trợ nạn đói ở Ethiopia 1983-1985. Phiên bản gốc được sản xuất bởi Midge Ure và phát hành bởi Band Aid vào ngày 29 Tháng 11 năm 1984.
Trong tháng 10 năm 1984, một phóng sự của Michael Bürk trên đài BBC tại vương quốc Anh tường thuật về nạn hạn hán và đói thê thảm tại Ethiopia. Ca sĩ người Ái Nhĩ Lan Bob Geldof đã xem phóng sự đó và xúc động muốn quyên góp tiền để cứu trợ. Ông gọi Midge Ure của ban nhạc Ultravox và họ cùng nhau nhanh chóng viết bài hát "Do They Know It's Christmas?".
Tháng 11, Geldof được DJ Richard Skinner mời xuất hiện trên chương trình truyền thanh BBC Radio 1 để giới thiệu album sắp xuất hiện của ông, nhưng thay vào đó, ông đã công bố công khai các ý tưởng cho đĩa đơn từ thiện trên, và nhiều ca sĩ, nhạc sĩ Anh đã chú ý và tình nguyện tham gia. Geldof thành lập Band AID (Aid trong tiếng Anh, có nghĩa là cứu trợ hay là giúp đỡ), bao gồm các nghệ sĩ Anh và Ireland hàng đầu và nổi tiếng nhất của thời kỳ đó. Vào ngày 25 tháng 11 năm 1984, bài hát đã được thu âm tại Sarm West Studios ở Notting Hill, London, và đã được phát hành bốn ngày sau đó.
Phiên bản gốc 1984 đã trở thành đĩa đơn bán chạy nhất trong lịch sử UK Singles Chart, bán được một triệu bản trong tuần đầu tiên và giữ mức xếp hạng tại số một trong 5 tuần, trở thành ca khúc Giáng sinh số một, và đã bán 3,69 triệu bản chỉ tính riêng trong nước Anh. Nó vẫn còn là đĩa đơn bán chạy nhất trong lịch sử bảng xếp hạng Anh cho đến năm 1997, khi Candle in the Wind 1997 của Elton John được phát hành, để tưởng nhớ Diana, Công nương xứ Wales. Cho đến Giáng Sinh 1984 đã bán được hơn 6 triệu đĩa đơn và tiền lãi thu được khoảng 8 triệu dollar Mỹ cho cứu trợ. Trên thế giới, single đã bán được 11,8 triệu bản tính đến năm 1989.
Sau khi phát hành "Do They Know It's Christmas?" trong tháng 12 năm 1984 và đạt doanh số bán kỷ lục, Geldof còn tổ chức một buổi hòa nhạc lớn, Live Aid năm 1985, để tiếp tục gây quỹ cứu trợ nạn đói. Nghĩa cử này cũng gây cảm hứng cho các nhóm nhạc khác trên thế giới hành động tương tự trong việc từ thiện, như ca khúc We Are the World với Michael Jackson và các nghệ sĩ Mỹ ("USA for Africa"), ca khúc Tears Are Not Enough của các nghệ sĩ Canada (ban "Northern Lights"), Nackt Im Wind của các nghệ sĩ Đức ("Band für Afrika "), Hear 'n Aid của một nhóm ca sĩ nhạc Rock,...
Bài hát đã được tái thu âm vào năm 1989 với Band Aid II và trong năm 2004 với Band Aid 20, một lần nữa để gây quỹ cứu trợ nạn đói. Phiên bản 2004 của bài hát đã bán được 1,16 triệu bản.

## Số bán và bảng xếp hạng
| Quốc gia                                                                           | Chứng nhận | Số đơn vị/doanh số chứng nhận |
| ---------------------------------------------------------------------------------- | ---------- | ----------------------------- |
| Canada (Music Canada)                                                              | Bạch kim   | 100.000                       |
| Anh Quốc (BPI)                                                                     | Bạch kim   | 3.690.000                     |
| Hoa Kỳ (RIAA)                                                                      | Vàng       | 2.500.000                     |
| Tổng số bán:                                                                       |            | 6.175.000                     |
| * Chứng nhận dựa theo doanh số tiêu thụ. ^ Chứng nhận dựa theo doanh số nhập hàng. |            |                               |

## Nghệ sĩ tham gia
Band Aid ban đầu bao gồm:
- Adam Clayton (U2)
- Phil Collins (Genesis)
- Bob Geldof (The Boomtown Rats)
- Steve Norman (Spandau Ballet)
- Chris Cross (Ultravox)
- John Taylor (Duran Duran)
- Paul Young
- Tony Hadley (Spandau Ballet)
- Glenn Gregory (Heaven 17)
- Simon Le Bon (Duran Duran)
- Simon Crowe (The Boomtown Rats)
- Marilyn
- Keren Woodward (Bananarama)
- Martin Kemp (Spandau Ballet)
- Jody Watley (Shalamar)
- Bono (U2)
- Paul Weller (The Style Council)
- James "J.T." Taylor (Kool & the Gang)
- George Michael (Wham!)
- Midge Ure (Ultravox)
- Martyn Ware (Heaven 17)
- John Keeble (Spandau Ballet)
- Gary Kemp (Spandau Ballet)
- Roger Taylor (Duran Duran)
- Sara Dallin (Bananarama)
- Siobhan Fahey (Bananarama)
- Pete Briquette (The Boomtown Rats)
- Francis Rossi (Status Quo)
- Robert 'Kool' Bell (Kool & the Gang)
- Dennis J. T. Thomas (Kool & the Gang)
- Andy Taylor (Duran Duran)
- Jon Moss (Culture Club)
- Sting (The Police)
- Rick Parfitt (Status Quo)
- Nick Rhodes (Duran Duran)
- Johnny Fingers (The Boomtown Rats)
- David Bowie
- Boy George (Culture Club)
- Holly Johnson (Frankie Goes to Hollywood)
- Paul McCartney
- Stuart Adamson (Big Country)
- Bruce Watson (Big Country)
- Tony Butler (Big Country)
- Mark Brzezicki (Big Country)

## Nội dung
| Trích đoạn lời nhạc tiếng Anh | tạm dịch |
| --- | --- |
| ...At Christmas time, we let in light and we banish shade And in our world of plenty, we can spread a smile of joy... ...There's a world outside your window, and it's a world of dread and fear Where the only water flowing is the bitter sting of tears... ...The greatest gift they'll get this year is life... ...Where nothing ever grows No rain nor rivers flow Do they know it's Christmas time at all?... ...Spare a thought this yuletide for the deprived If the table was turned would you survive... | ...Vào thời điểm Giáng sinh, chúng ta sống trong ánh sáng và xua tan bóng đêm Và trong thế giới dư thừa của chúng ta, chúng ta có thể trao nhau một nụ cười của niềm vui... ...(Nhưng) Có một thế giới bên ngoài cửa sổ của bạn, và đó là một thế giới của sợ hãi và lo âu ...Nơi mạch nước đang chảy duy nhất là những dòng nước mắt cay đắng... ...Món quà lớn nhất họ muốn nhận năm nay là được sống... ...Nơi mà không có gì mọc được Không mưa và những dòng sông không chảy Họ có được biết là Giáng Sinh đến rồi không ?... ...Hãy dành chút suy nghĩ trong mùa vui này, cho những người đang thiếu thốn Nếu tình thế đảo lộn, bạn có thể sống sót không.... |

## Người hát trong các phiên bản
| Lời bài hát                                                                                  | phiên bản 1984                                    | phiên bản 1989                | phiên bản 2004                                        |
| -------------------------------------------------------------------------------------------- | ------------------------------------------------- | ----------------------------- | ----------------------------------------------------- |
| 'It's Christmas time, there's no need to be afraid'                                          | Paul Young                                        | Kylie Minogue                 | Chris Martin                                          |
| 'At Christmas time, we let in light and we banish shade'                                     | Paul Young                                        | Chris Rea                     | Chris Martin                                          |
| 'And in our world of plenty, we can spread a smile of joy'                                   | Boy George                                        | Jimmy Somerville/Big Fun      | Dido                                                  |
| 'Throw your arms around the world, at Christmas time'                                        | Boy George                                        | Matt Goss                     | Dido                                                  |
| 'But say a prayer; Pray for the other ones'                                                  | George Michael                                    | Cliff Richard                 | Robbie Williams                                       |
| 'At Christmas time it's hard, but when you're having fun'                                    | George Michael/Simon Le Bon                       | Jimmy Somerville/Matt Goss    | Robbie Williams                                       |
| 'There's a world outside your window, and it's a world of dread and fear'                    | Simon Le Bon/Sting                                | Jason Donovan                 | Sugababes                                             |
| 'Where the only water flowing is the bitter sting of tears'                                  | Tony Hadley/Sting/Paul Stanley/Billy Gibbons/Bono | Jason/Kylie                   | Fran Healy & Sugababes                                |
| 'And the Christmas bells that ring there, are the clanging chimes of doom'                   | Sting/Bono/Paul Stanley                           | Cliff Richard/Marti Pellow    | Fran Healy & Justin Hawkins                           |
| 'Well, tonight, thank God it's them, instead of you'                                         | Bono                                              | Jason Donovan/Kylie/Matt Goss | Bono                                                  |
| 'And there won't be snow in Africa, this Christmas time'                                     | Boy George/Paul Weller/Sting/Cliff Richard        | Marti Pellow                  | Will Young & Jamelia                                  |
| 'The greatest gift they'll get this year is life'                                            | Bono/George Michael/Boy George                    | Sonia                         | Will Young & Jamelia                                  |
| 'Ooooooooohhhhh'                                                                             | Boy George                                        | Lisa Stansfield               | Will Young & Jamelia Or Ms Dynamite & Beverley Knight |
| 'Where nothing ever grows'                                                                   | Paul Young/Paul McCartney/Roger Daltrey           | Lisa Stansfield               | Ms Dynamite & Beverley Knight                         |
| 'No rain nor rivers flow'                                                                    | Paul Weller/Paul Stanley                          | Lisa Stansfield               | Ms Dynamite & Beverley Knight                         |
| 'Do they know it's Christmas time at all?'                                                   | Tất cả đồng ca                                    | Sonia/Lisa Stansfield         | Tất cả đồng ca                                        |
| 'Here's to you'                                                                              | Marilyn/Glenn Gregory/Rick Parfitt/Francis Rossi  | Kylie                         | Tom Chaplin                                           |
| 'Raise a glass for everyone'                                                                 | Paul Young                                        | Kylie                         | Justin Hawkins                                        |
| 'Spare a thought this yuletide for the deprived. If the table was turned would you survive.' |                                                   |                               | Dizzee Rascal                                         |
| 'Here's to them'                                                                             | Marilyn/Glenn/Rick/Francis                        | Matt Goss                     | Busted                                                |
| 'Underneath that burning sun'                                                                | Paul Young                                        | Matt Goss                     | Justin Hawkins                                        |
| 'Do they know it's Christmas time at all?'                                                   | Paul Young/Paul McCartney                         | Cliff Richard                 | Joss Stone and Justin Hawkins                         |
| 'Feed the World' (repeat X4)                                                                 | Tất cả đồng ca                                    | Tất cả đồng ca                | Tom Chaplin                                           |
| 'Feed the World, Let them know it's Christmas time again' (repeat until fadeout)             | Tất cả đồng ca                                    | Tất cả đồng ca                | Tất cả đồng ca                                        |

Phiên bản Band Aid (1984)
Phiên bản Band Aid II  (1989)
Phiên bản Band Aid 20 (2004)